# Cormes
Cormes település Franciaországban, Sarthe megyében. Lakosainak száma 886 fő (2022. január 1.). Cormes Courgenard, Saint-Jean-des-Échelles, Lamnay, Saint-Maixent, Ceton, Théligny és Cherré-Au községekkel határos.

## Népesség
A település népességének változása:
| Lakosok száma | 897  | 906  | 925  | 907  | 903  | 903  | 897  | 892  | 886  |
|               | 2013 | 2015 | 2016 | 2017 | 2018 | 2019 | 2020 | 2021 | 2022 |